# يارا (لاعبة كرة قدم)
يارا هي لاعبة كرة قدم برازيلية، ولدت في 13 فبراير 1964. شاركت مع منتخب البرازيل لكرة القدم للسيدات.

## وصلات خارجية
- يارا على موقع الاتحاد الدولي (مؤرشف)  (الإنجليزية)